# ماكس ليوبولد فاغنر
ماكس ليوبولد فاغنر (بالألمانية: Max Leopold Wagner)‏ هو عالم في الأتنيات ‏ ألماني، ولد في 17 سبتمبر 1880 في ميونخ في ألمانيا، وتوفي في 9 يوليو 1962 في واشنطن العاصمة في الولايات المتحدة.